# 유니언역 (워싱턴 D.C.)
유니언역(영어: Union Station)은 미국의 수도 워싱턴 D.C.의 기차역이다. 동명의 역과 구별하기 위해 워싱턴 유니언역이라고도 한다. 연간 방문자 수는 3,200만명에 이른다. 암트랙 외에도 MARC (메릴랜드 통근 철도) 및 VRE (버지니아 급행 철도)의 양 통근 철도 서비스 및 워싱턴 메트로가 운영하는 버스와 지하철이 운행하고있다. 암트랙 본사도 역 구내에 있다.

## 운영

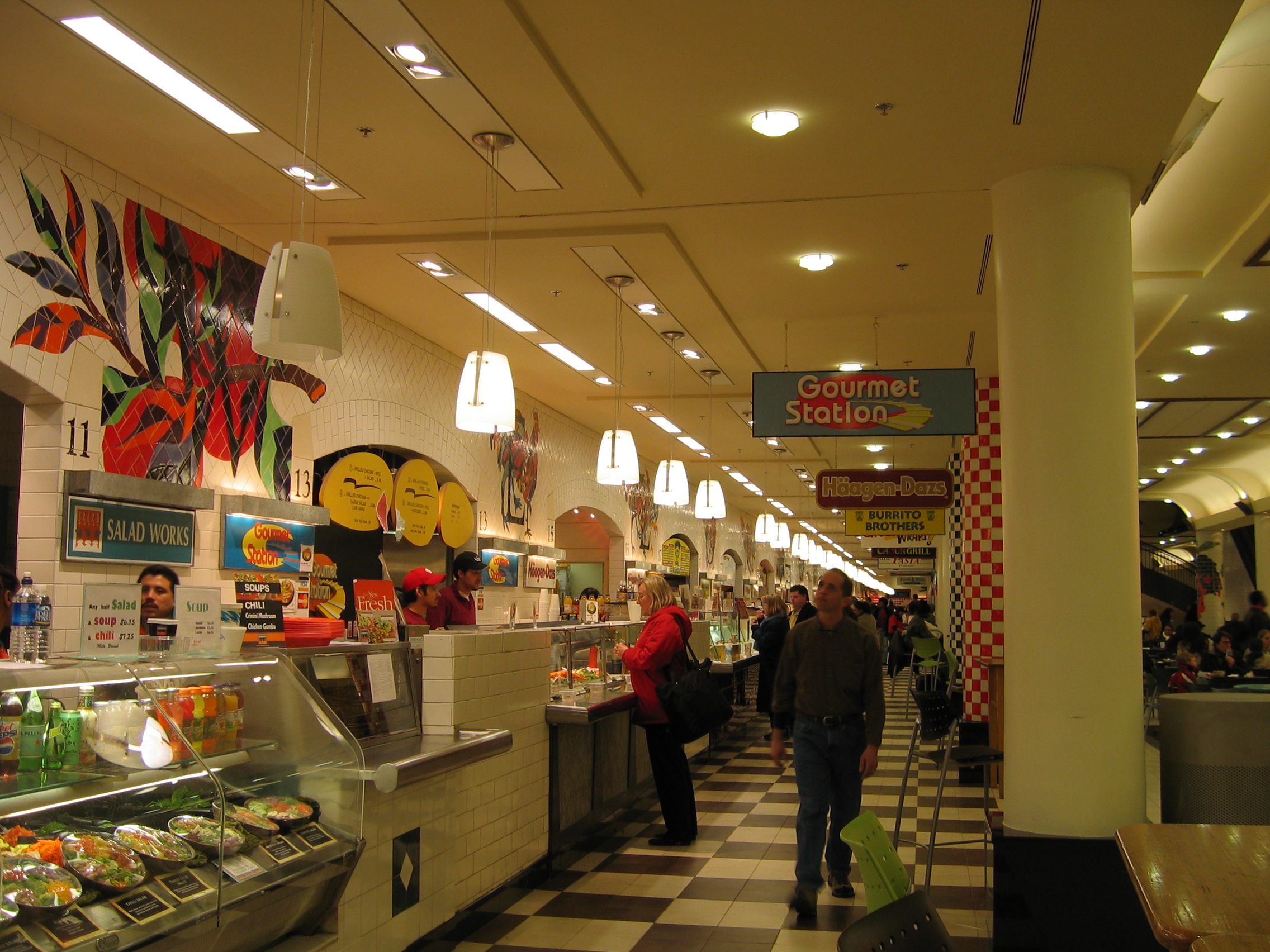
2006년 2월의 유니언역 푸드코트

오늘날 유니언역은 매년 워싱턴에서 가장 혼잡한 곳이자 가장 유명한 곳 중 하나이며, 매년 4천만 명이 방문하며 많은 상점, 카페, 식당이 있다.
여객 운행은 암트랙의 고속 "아셀라 익스프레스", "노스이스트 리저널", 암트랙의 장거리 침대 열차(
"캐피털 리미티드", "크레센트", "팔메토", "실버 서비스" 열차 포함), 워싱턴과 메릴랜드 주 및 웨스트버지니아 주(MARC) 및 버지니아 주(VRE)를 연결하는 MARC 및 VRE 통근 열차, 워싱턴 메트로 레드 라인이 포함한다. 유니온 역에서 암트랙은 또한 시카고, 애틀랜타, 뉴올리언스, 마이애미 같은 목적지로 많은 중간 정차를 포함한 동남 및 중서부에 장거리 운행을 하고 있다. 2011년 회계 연도에는, 평균 13,000 명이 넘는 승객이 매일 암트랙 열차에 승하차했다.  그것은 또한 철도의 슈퍼라이너 객차를 처리할 수있는 암트랙의 가장 혼잡한 기차역이다.
역의 선로 부분은 지상과 지하층으로 나누어져 있다. 지상층에는 7~20번 선로(1~6번 선로는 더 이상 존재하지 않음)이 포함되어 있으며 대부분의 열차의 출입문에 맞춘 고상 승강장 겸 두단식 승강장이 있다. 이 선로는 모든 MARC 통근 열차 서비스, 모든 암트랙 "아셀라 익스프레스" 열차, 당역에서 종착하는 암트랙 "노스이스트 리저널" 열차에서 사용된다. 상부층에 있는 모든 선로는 당역에서 종착하고 북쪽에서 오가는 열차에서만 사용된다.
지하층에는 궤도층의 저상 승강장으로 제공하는 22-29번 선로가 있다. 이 플랫폼은 모든 VRE 열차, 캐피톨 리미티드를 제외한 모든 역을 제공하는 모든 암트랙 장거리 열차, 버지니아까지 남쪽으로 이어지는 일부 암트랙 '노스이스트 리저널' 열차가 이용된다. 상부층의 선로과 달리, 하부층 선로는 1번가 터널을 통해 역 건물과 의회의사당 아래로 통과한다. 전철화가 역에서 끝나기 때문에, 터널을 통해 남쪽으로 가는되는 모든 열차는 디젤기관차 용으로 전기 엔진을 교체해야 한다. 예를 들어, 버지니아 주 뉴포트 뉴스 역으로 가는 도중에 남행 노스이스트 리저널 열차가 저상 승강장에 도착하면 지멘스 ACS-64 엔진이 분리되어 따로 보관된다. 북행 열차에서 일찍 제거된 GE 제네시스 엔진은 남행 전면에 연결되어 버지니아 행 터널을 통해 이어진다. 전기 엔진은 이제 북행 열차에 배치되고 북행으로 출발하여 볼티모어, 필라델피아, 뉴욕 및 보스턴으로 간다.
같은 명칭의 지하철역은 건물의 서쪽면 아래에 있다. 출구는 유니언역 내에 위치하며 MARC 및 암트랙 고상 승강장, 1번가(First Street) NE의 동쪽 또는 매사추세츠 애비뉴 NE의 역 바깥에서 직접 오갈수 있어 메인 대합실을 이용할 수 있다.
2011년 8월 1일 존 포카리 미국 교통 담당 차관은 유니언역이 그 해 말에 그레이하운드 라인, 볼트버스, 메가버스, 워싱턴 디럭스가 운영하는 도시간 버스 서비스를 새로운 역의 주차지점에서 제공하기 시작할 것이라고 발표했다  2011년 11월 15일까지 볼트버스, 메가벗
, 트리퍼 버스, 워싱턴 디럭스가 새 시설에서 운영되었다. 2012년 9월 26일 그레이하운드와 피터 팬 버스 라인(Peter Pan Bus Lines)은 워싱턴 D.C.의 모든 운영을 새 시설로 이전했다. DC 서큘레이터 시스템의 조지타운-유니언역 노선 버스는 운행 시간 동안 10분 간격으로 시설 내에서 정차한다. 2017년 현재 OurBus는 유니언역의 서비스를 제공하며 매릴랜드, 뉴저지, 뉴욕으로  가는 노선을 제공한다.
DC 스트리트카의 H 스트리트/베닝 로드선은 역 바로 북쪽의 H스트리트교(H Street Bridge, 홉스카치교(Hopscotch Bridge)라고도 부름)에서 정차한다. 정류장은 역의 주차장을 통해 갈 수 있다.
컬럼버스 서클(Columbus Circle)은 심하게 악화된 노반을 해결하고 승객 승하차 장소를 재편성하며, 택시 승강장을 간소화하고, 인기있는 투어 버스 관광 명소를 보다 잘 수용할 수 있도록 재건되었다.
유니언역의 북쪽에 있는 아이비시티 야드(Ivy City Yard)에는 암트랙의 대규모 정비 시설이 있다. 여기에는 "아셀라" 고속 열차 편성을 위한 새로운 유지 보수 시설이 포함된다. 암트랙은 MARC의 전기 기관차에 대한 계약 업무도 수행한다. 메트로의 브렌트우드(Brentwood) 유지 보수 시설은 아이비시티 야드 남서쪽 코너에도 있다. 유니온 역과 로드아일랜드 애비뉴 역 사이의 메트로 레드 라인에 탑승한 승객은 아이비시티 야드의 남쪽 끝을 공중에서 볼 수 있다.

## 소유주
유니언역은 워싱턴 터미널 컴퍼니(Washington Terminal Company)와 미국 교통부가 소유하고 있다. DOT는 역 자체를 소유한 반면, WTC는 암트랙이 99.9%의 지분을 소유하고 있으며, 역 주변의 근처 선로를 포함하여 여러 역을 소유하고 있다.
비영리단체인 유니언역 재개발 공사(Union Station Redevelopment Corporation)가 소유주를 대신하여 이 기지를 관리했지만, 84년 임대는 뉴욕에 있는 애슈케나지 인수공사이 보유하고, 시카고에 있는 존스 랭 라살이 관리한다. 암트랙 본사가 있으며 ZWU의 IATA 공항 코드가 있다.
2012년 7월, 암트랙은 15년에서 20년 동안 역을 개조하고, 개조하기 위한 4개의 단계, 70억 달러 계획을 발표했다. 제안된 전환은 "매끈한 유리로 둘러싼 홀에서 열차의 수를 두 배로 늘리고 승객의 수를 세 배로 늘릴 것"이다. 암트랙 전 사장 겸 CEO 인 조셉 H. 보드먼(Joseph H. Boardman)은 연방 정부가 프로젝트의 50-80%를 조달하기를 희망했다.

## 인접역
| 암트랙                                   | 암트랙                 | 암트랙                             |
| ---------------------------------------- | ---------------------- | ---------------------------------- |
| 시·종착역                                | 아셀라 익스프레스      | BWI 공항 보스턴 사우스             |
| 시·종착역                                | 버몬터                 | 뉴캐럴턴 세인트올번스              |
| 락빌 시카고                              | 캐피톨 리미티드        | 시·종착역                          |
| 알렉산드리아 시카고                      | 카디널                 | 볼티모어 뉴욕                      |
| 알렉산드리아 샬럿                        | 캐롤리니안             | 볼티모어 뉴욕                      |
| 알렉산드리아 뉴올리언스                  | 크레센트               | 볼티모어 뉴욕                      |
| 알렉산드리아 마이애미                    | 실버 메테오/실버 스타  | 볼티모어 뉴욕                      |
| 알렉산드리아 노퍽, 뉴포트 뉴스, 로어노크 | 노스이스트 리저널      | 뉴캐럴턴 보스턴 사우스, 스프링필드 |
| 알렉산드리아 서배너                      | 팔메토                 | 뉴캐럴턴 뉴욕                      |
| MARC                                     |                        |                                    |
| 실버 스프링 마틴즈버그, 프레더릭         | 브런즈윅선             | 시·종착역                          |
| 시·종착역                                | 캠든선                 | 리버데일 캠든                      |
| 시·종착역                                | 펜선                   | 뉴캐럴턴 페리빌                    |
| 버지니아 레일웨이 익스프레스             |                        |                                    |
| 랑팡 브로드런                            | 머내서스선             | 시·종착역                          |
| 랑팡 스폿실베니아                        | 프레더릭스버그선       | 시·종착역                          |
| DC 스트리트카                            |                        |                                    |
| 시·종착역                                | H 스트리트/베닝 로드선 | 3번가 오클라호마 애비뉴            |

## 사진첩

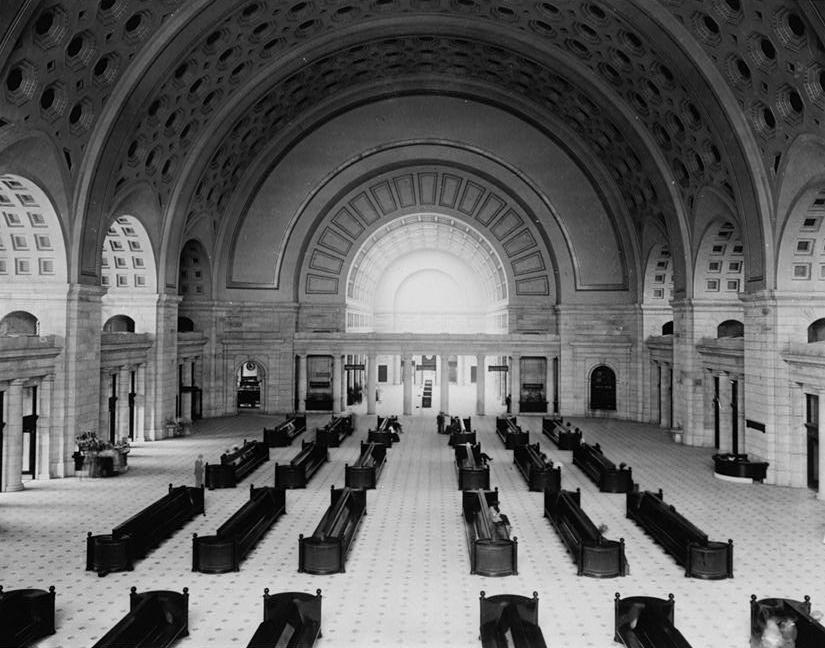
1915년 내부 대기실
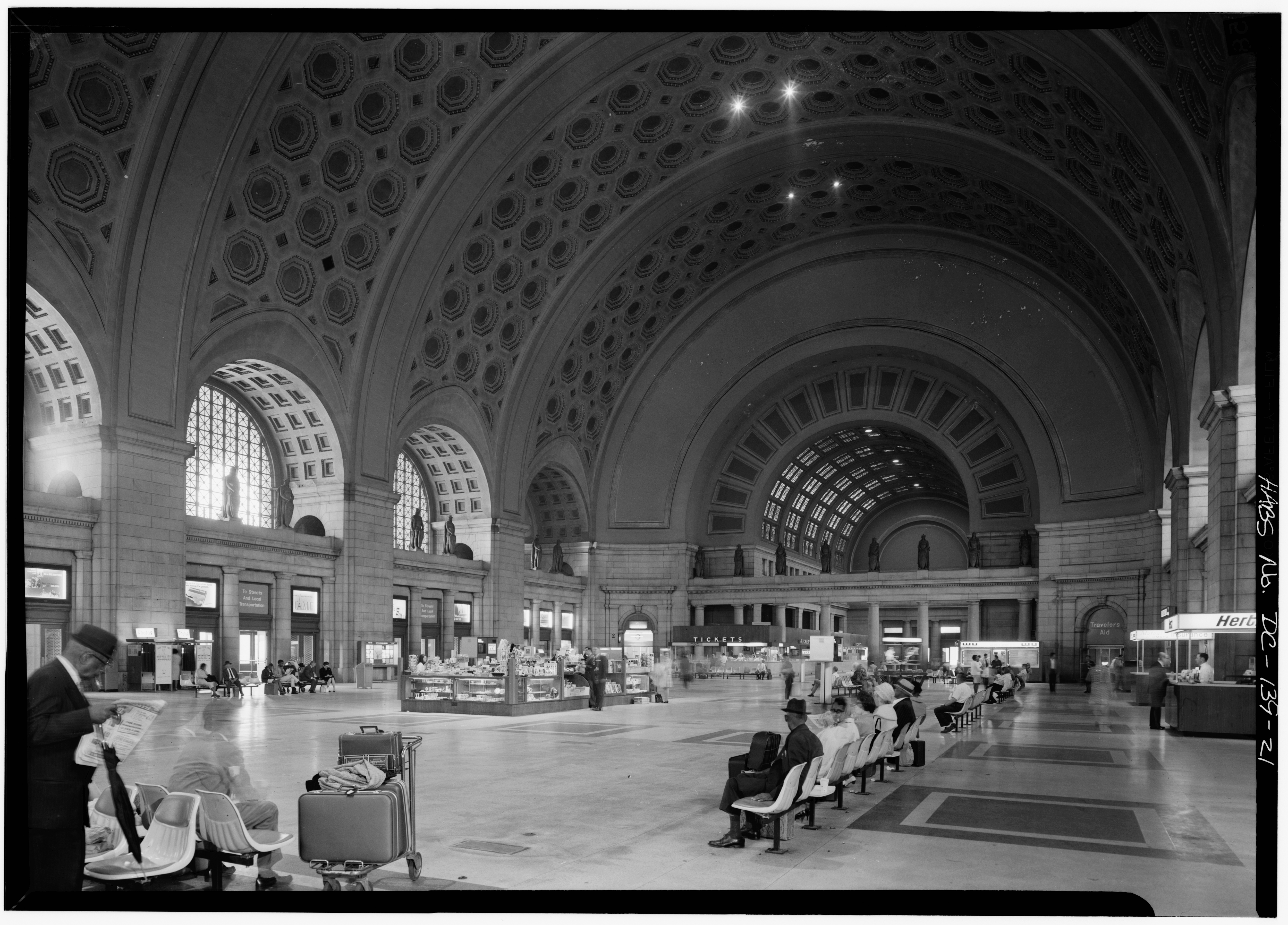
유니언역의 내부 대기실
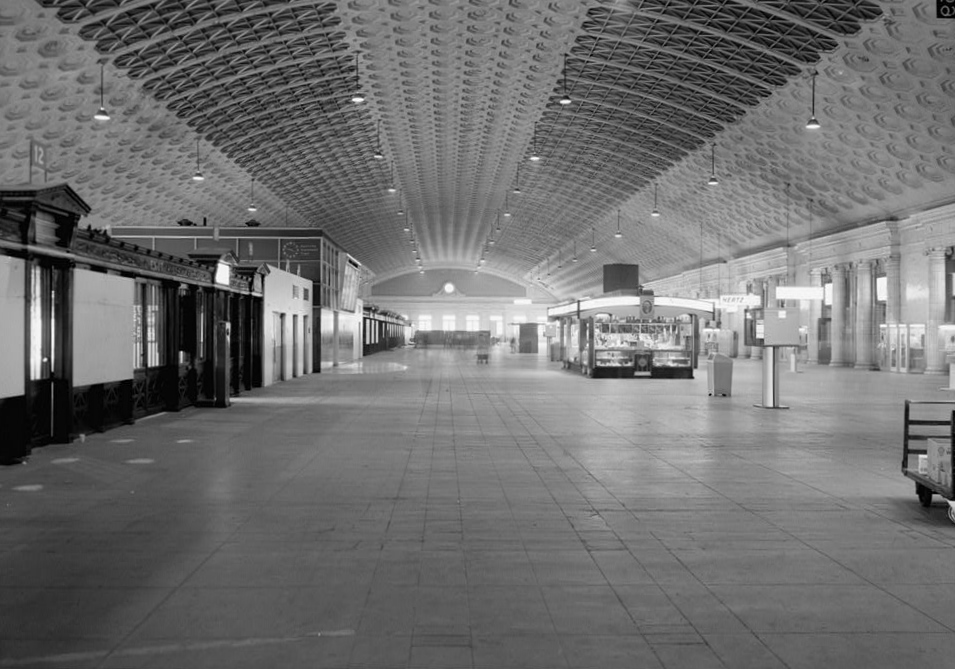
서쪽의 유니언역 열차 대합실 내부
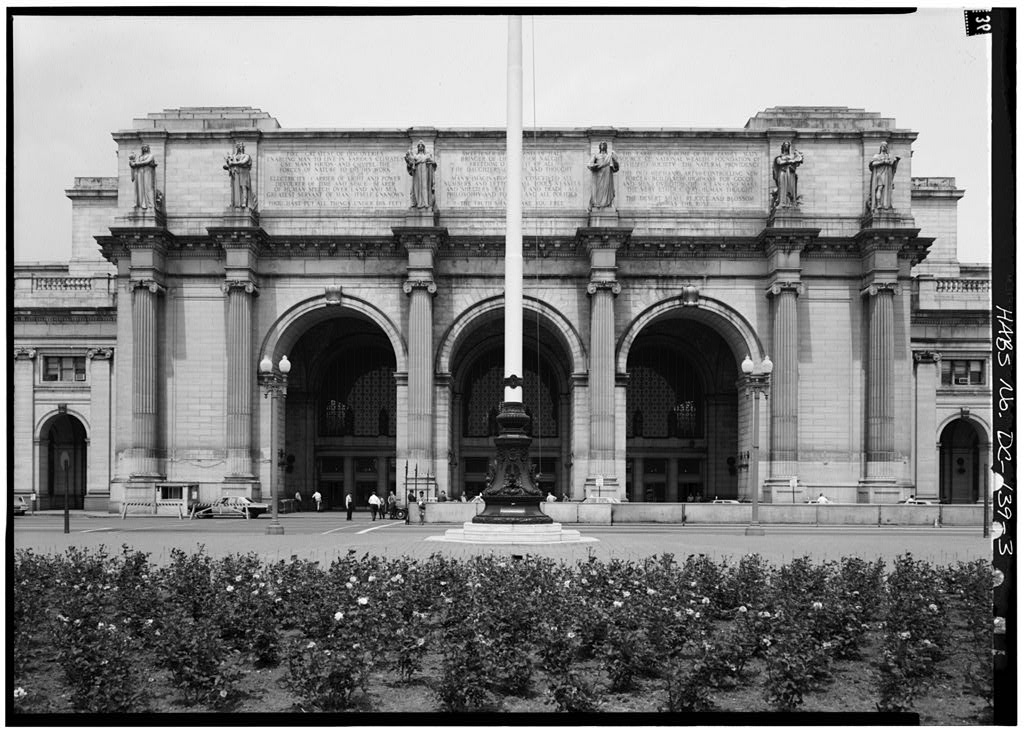
1968년 남쪽 정문
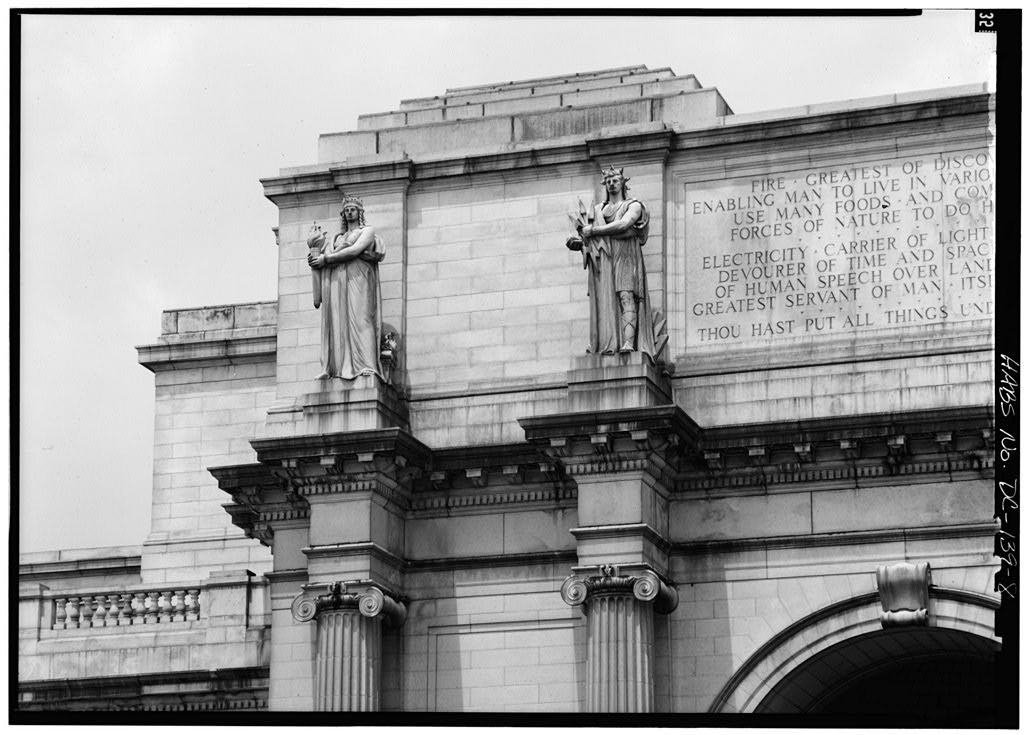
조각상과 비문이 보이는 정문 구조물의 서쪽 끝부분 접사

## 같이 보기
- 유니언역 (워싱턴 메트로)
- 유니언역 (동음이의어)